# Plashetts
Plashetts – wieś w Anglii, w hrabstwie Northumberland. Leży 65 km na północny zachód od miasta Newcastle upon Tyne i 442 km na północ od Londynu.